# Сириан, Георгиос
Георгиос Сириан (англ. George Sirian; 1818—1891) — греческий мальчик-сирота, выжившим после резни на острове Псара в 1824 году, и подобранным американским кораблём USS Constitution. Он прослужил в ВМФ США более 50 лет, сначала рядовым матросом, а затем орудийным командиром-инструктором.
Сириан участвовал в многочисленных походах на борту USS Constitution в первой половине XIX века. Его технические навыки и командование стали образцом для Старших боцманов сегодняшнего ВМФ США. Награда «George Sirian Meritorious Service Award», учреждённая для лучших в ведении надводной войны, носит его имя.
Сириан был единственным членом экипажа USS Constitution, который участвовал в трёх его походах. Экспозиции о событиях его жизни и карьере имеются во многих музеях США.

## Биография

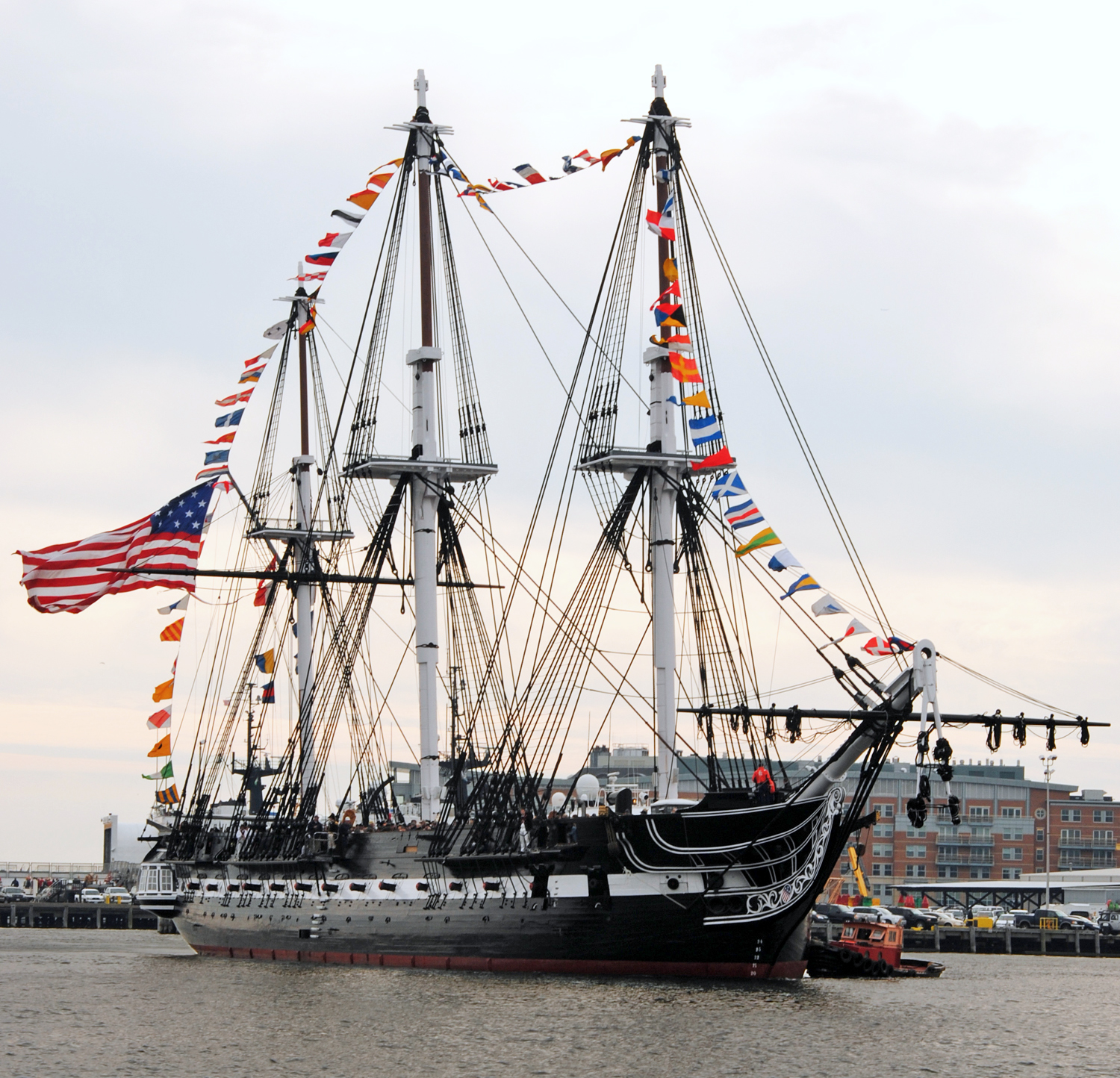
USS Constitution возвращается к своему причалу, после празднования 213-й годовщины спуска на воду

Георгиос родился на греческом острове Псара в 1818 г. Его действительная греческая фамилия осталась неизвестной.
В ходе Освободительной войны Греции 1821—1829 гг. его родной остров подвергся турецкой осаде. После героической обороны островитян последовала резня населения. Георгиос, в возрасте 6 лет, оказался свидетелем этой резни. Его мать, в последний момент, сумела посадить его на маленькую лодчонку и вытолкнула в море, после чего покончила с собой, чтобы не попасть в руки турок.
Вынесенный течением в открытое море, Георгиос был спасён кораблём американского ВМФ, который был послан президентом Монро в Эгейское море для патрулирования и наблюдения, с приказом не вмешиваться в освободительную войну греков против турок и даже не принимать беженцев. У командира не было другого решения, кроме как зачислить мальчика в ВМФ. Георгиос 3 года неофициально числился на корабле юнгой, пока не был включён в состав экипажа USS Constitution.
Георгиос Сириан остался служить в ВМФ США 53 года — вероятно, второй по продолжительности срок службы в истории ВМФ США, после Harry Simmon Morris, который прослужил 55 лет. В годы гражданской войны Сириан стал известен как орудийный инструктор Военно-морской академии США.
Георгиос Сириан умер в Портсмуте, Виргиния, в 1891 году.